# Brvine
Brvine (cyr. Брвине) – wieś w Serbii, w okręgu zlatiborskim, w gminie Prijepolje. W 2011 roku liczyła 157 mieszkańców.